# نبرد بالیک‌پاپان (۱۹۴۵)
نبرد بالیک‌پاپان (انگلیسی: Battle of Balikpapan) یکی از نبردهای جنگ اقیانوس آرام بود.